# Macouba
Macouba est une commune française, située dans le département de Martinique. Ses habitants sont appelés les Macoubétins et les Macoubétines.

## Géographie

### Localisation
La commune de Macouba est située au nord de la Martinique sur la côte atlantique.

## Urbanisme

### Typologie
Basse-Pointe est une commune rurale, car elle fait partie des communes peu ou très peu denses, au sens de la grille communale de densité de l'Insee,,,. 
Par ailleurs la commune fait partie de l'aire d'attraction de Basse-Pointe, dont elle est une commune du pôle principal. Cette aire, qui regroupe 4 communes, est catégorisée dans les aires de moins de 50 000 habitants,.
La commune, bordée par l'océan Atlantique au nord, est également une commune littorale au sens de la loi du 3 janvier 1986, dite loi littoral. Des dispositions spécifiques d’urbanisme s’y appliquent dès lors afin de préserver les espaces naturels, les sites, les paysages et l’équilibre écologique du littoral, par exemple le principe d'inconstructibilité, en dehors des espaces urbanisés, sur la bande littorale des 100 mètres, ou plus si le plan local d’urbanisme le prévoit,.

## Toponymie
Le nom macouba (mot arawak : makoba) serait emprunté à un poisson d'eau douce à chair estimée, le macouba (aussi appelé plus simplement « têtard », « colle-roche » Gobiesox cephalus), qui régalait déjà M.  Labat, curé de la paroisse en 1696.

## Histoire
Au XVIIIe siècle et XIXe siècle, un tabac de très grande qualité y était produit. La commune a donné son nom à ce tabac très réputé en Europe.
Après la libération des esclaves en 1848, la terre travaillée avec ardeur par les nouveaux venus des Indes apporta une relative richesse à la commune.
Avec Basse-Pointe toute proche, Macouba est l'une des communes à forte présence indienne.

## Politique et administration
| Période                                  | Période  | Identité             | Étiquette       | Qualité                                       |
| ---------------------------------------- | -------- | -------------------- | --------------- | --------------------------------------------- |
| 1941                                     | 1943     | Louisa Mariello      |                 | 1re femme maire d'une commune française       |
| 1947                                     | 1965     | Lambert Sainte-Croix | UNR             | Conseiller général (1955-1967)                |
| 1965                                     | 1990     | Sévère Cerland       | PCM             | Conseiller général (1958-1970 et 1979-1985)   |
| 1990                                     | en cours | Sainte-Rose Cakin    | RPR puis UMP-LR | Conseiller général (1992-1998 puis 1999-2011) |
| Les données manquantes sont à compléter. |          |                      |                 |                                               |

## Population et société

### Démographie
L'évolution du nombre d'habitants est connue à travers les recensements de la population effectués dans la commune depuis 1961, premier recensement postérieur à la départementalisation de 1946. À partir de 2006, les populations de référence des communes sont publiées annuellement par l'Insee. Le recensement repose désormais sur une collecte d'information annuelle, concernant successivement tous les territoires communaux au cours d'une période de cinq ans. Pour les communes de moins de 10 000 habitants, une enquête de recensement portant sur toute la population est réalisée tous les cinq ans, les populations de référence des années intermédiaires étant quant à elles estimées par interpolation ou extrapolation. Pour la commune, le premier recensement exhaustif entrant dans le cadre du nouveau dispositif a été réalisé en 2006.

En 2022, la commune comptait 1 001 habitants, en évolution de −7,83 % par rapport à 2016 (Martinique : −4,11 %, France hors Mayotte : +2,11 %).
| 1961  | 1967  | 1974  | 1982  | 1990  | 1999  | 2006  | 2011  | 2016  |
| ----- | ----- | ----- | ----- | ----- | ----- | ----- | ----- | ----- |
| 2 142 | 2 282 | 1 891 | 1 695 | 1 496 | 1 390 | 1 307 | 1 148 | 1 086 |

| 2021  | 2022  | - | - | - | - | - | - | - |
| ----- | ----- | - | - | - | - | - | - | - |
| 1 017 | 1 001 | - | - | - | - | - | - | - |

### Sports et loisirs
Équipement sportif : 
- Stade Sévère-Cerland.

Club sportif :
- Étincelle de Macouba, football.

## Économie
Le taux de chômage, en 1999, fut pour la commune de 29,2 %.

## Culture locale et patrimoine

### Lieux et monuments
- Église du Père-Labat.

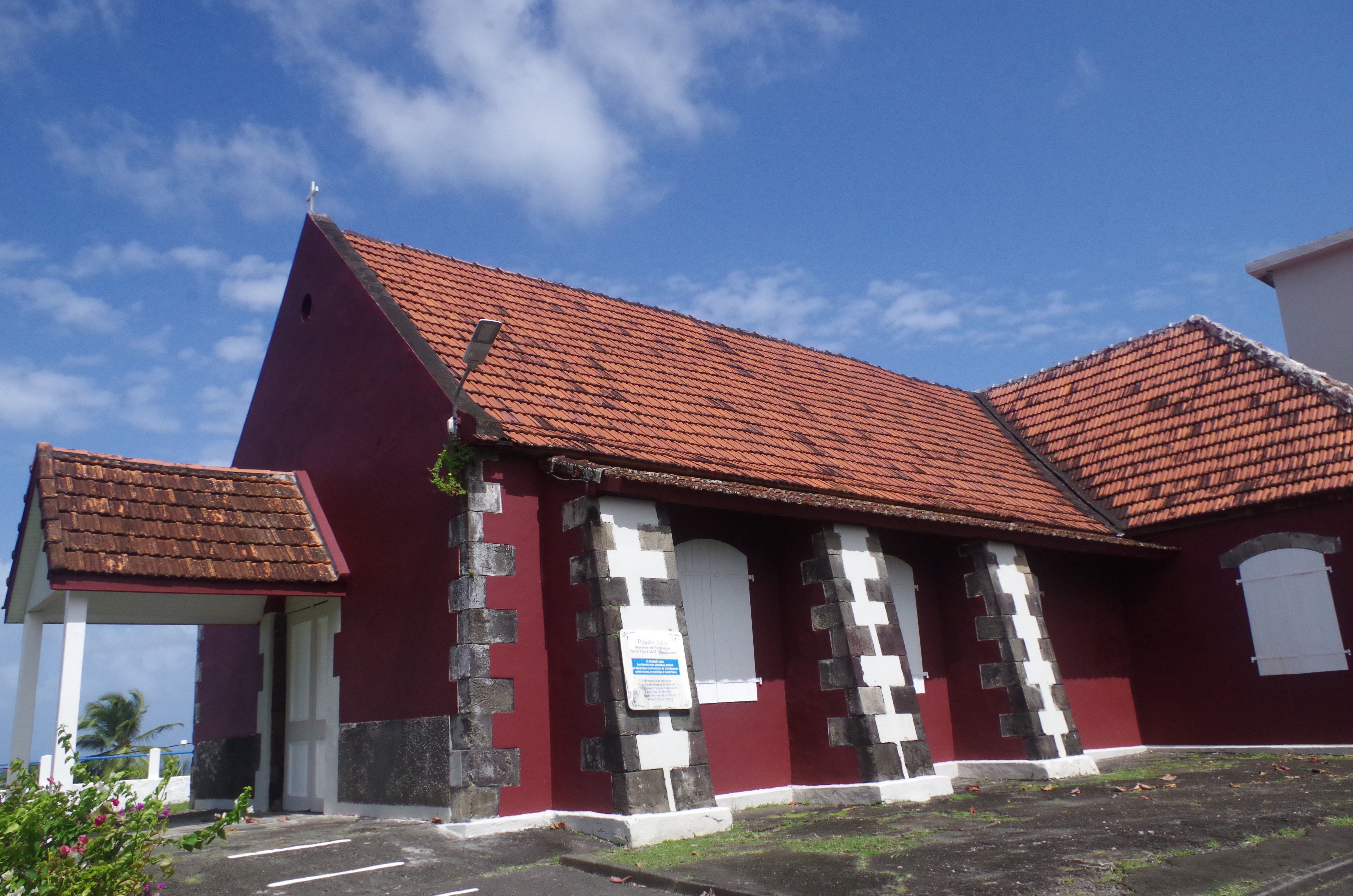
Église Sainte-Anne de Macouba.

- Église Sainte-Anne de Macouba. L'église est dédiée à saint Anne. Elle est inscrite à l'Inventaire général du patrimoine culturel[17].
- Polissoir précolombien de La Roche à Bon Dieu (ou Roch a Bondié).

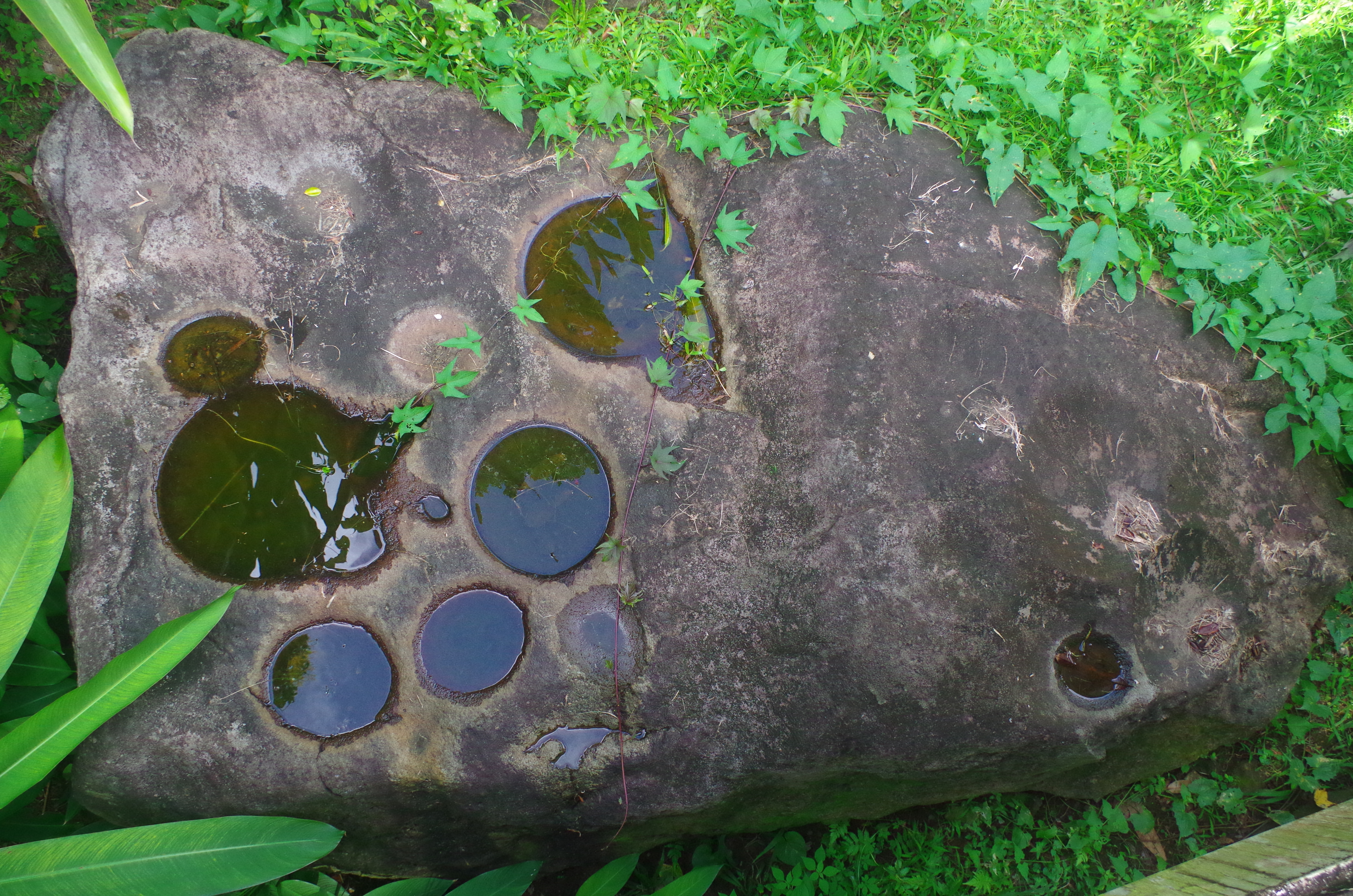
Polissoir dit Roch a Bondié de Macouba

- Quartier Nord plage et chapelle de la Vierge des Marins.Chapelle de la Vierge des Marins du Macouba

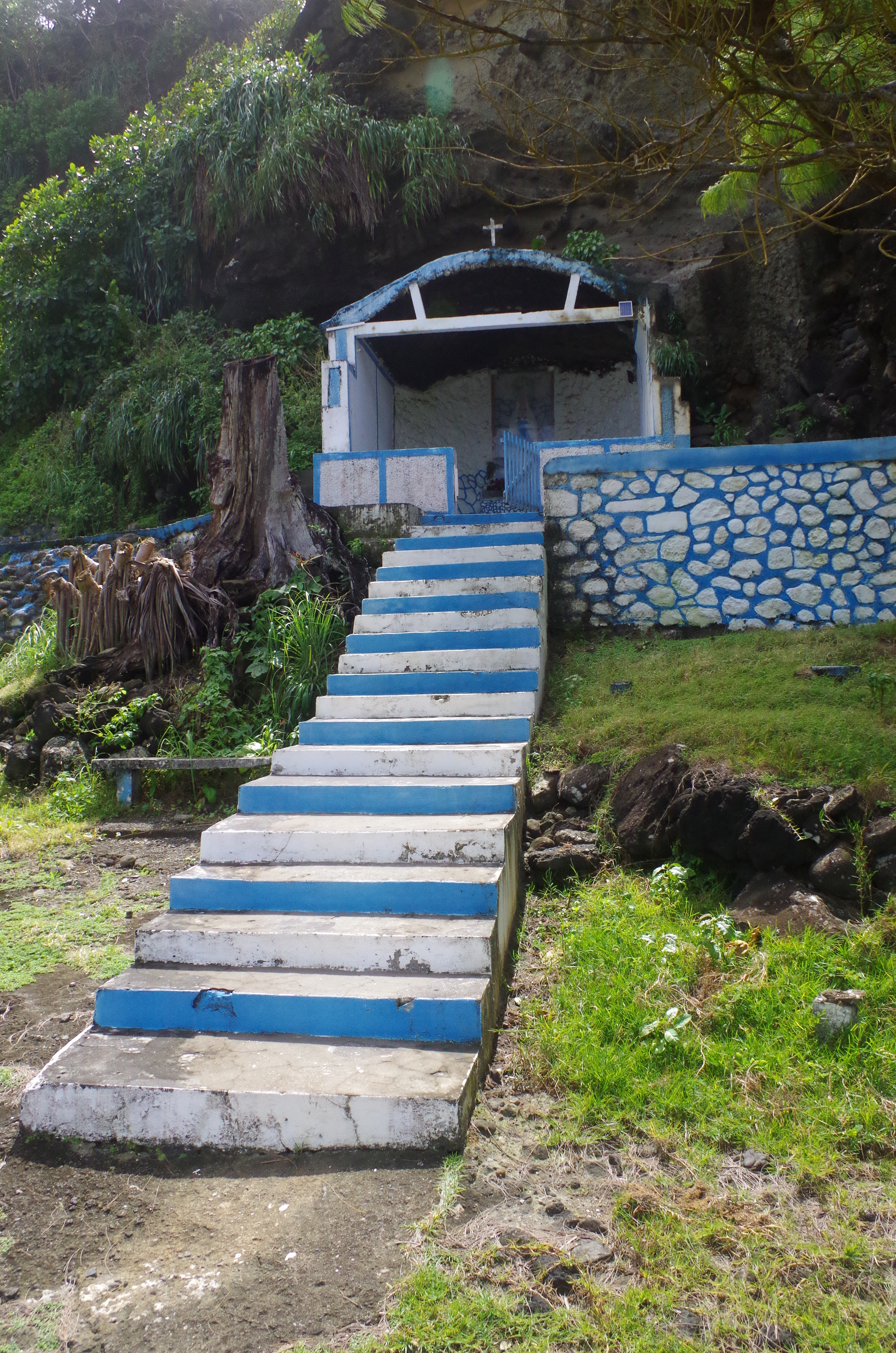
Chapelle de la Vierge des Marins du Macouba

### Personnalités liées à la commune
- Gustave Chéneaux, né à Macouba le 17 mars 1868, professeur de droit civil, mort pour la France le 29 avril 1915 à la bataille des Éparges[18],[19].
- Max Élisée, né à Macouba, acteur, scénariste, romancier et réalisateur.
- Louisa Mariello, née le 29 mars 1901 à Macouba où elle est morte le 21 août 1998, institutrice et cultivatrice, et la première femme nommée maire d'une commune française[20].